# Незнакомец (фильм, 2015)
«Незнакомец» (исп. El desconocido) — испанский фильм режиссёра Дэни де ла Торре. Премьера фильма состоялась на 72-м Венецианском кинофестивале в рамках программы «Дни Венеции».

## Сюжет
Карлос с утра отвозит детей в школу, чтобы потом поехать на работу в банк. После того как он заводит машину, на подкинутый телефон звонит незнакомец и говорит, что под каждым сиденьем машины заложена бомба, которая сработает, если кто-либо встанет с места. Устройство будет отключено только в том случае, если Карлос переведёт значительную сумму денег на счёт незнакомца.

## В ролях
- Луис Тосар — Карлос
- Хавьер Гутьеррес — Незнакомец
- Эльвира Мингес — Белен
- Гойя Толедо — Марта
- Фернандо Кайо — Эспиноса
- Паула дель Рио — Сара
- Марко Санс — Маркос
- Антонио Моурелос
- Рикардо де Баррейро
- Мария Мера
- Педро Алонсо — Контрерас

## Награды и номинации
| Награда | Категория                    | Номинант                                      | Результат |
| ------- | ---------------------------- | --------------------------------------------- | --------- |
| «Гойя»  | Лучший режиссёрский дебют    | Дэни де ла Торре                              | Номинация |
| «Гойя»  | Лучший оригинальный сценарий | Альберто Марини                               | Номинация |
| «Гойя»  | Лучший актёр                 | Луис Тосар                                    | Номинация |
| «Гойя»  | Лучшая актриса второго плана | Эльвира Мингес                                | Номинация |
| «Гойя»  | Лучший монтаж                | Хорхе Койра                                   | Победа    |
| «Гойя»  | Лучший продюсер              | Carlos Pérez de Albéniz                       | Номинация |
| «Гойя»  | Лучший звук                  | David Machado, Jaime Fernández и Nacho Arenas | Победа    |
| «Гойя»  | Лучшие спецэффекты           | Исидро Хименес и Пау Коста                    | Номинация |

## Ремейки
В 2019 году вышел немецкий ремейк фильма Не высовывайся
В 2021 году вышел корейский РемейкВ 2023 году вышел фильм  Заложники с Лиам Нисоном главную ролью.